# R Лебедя

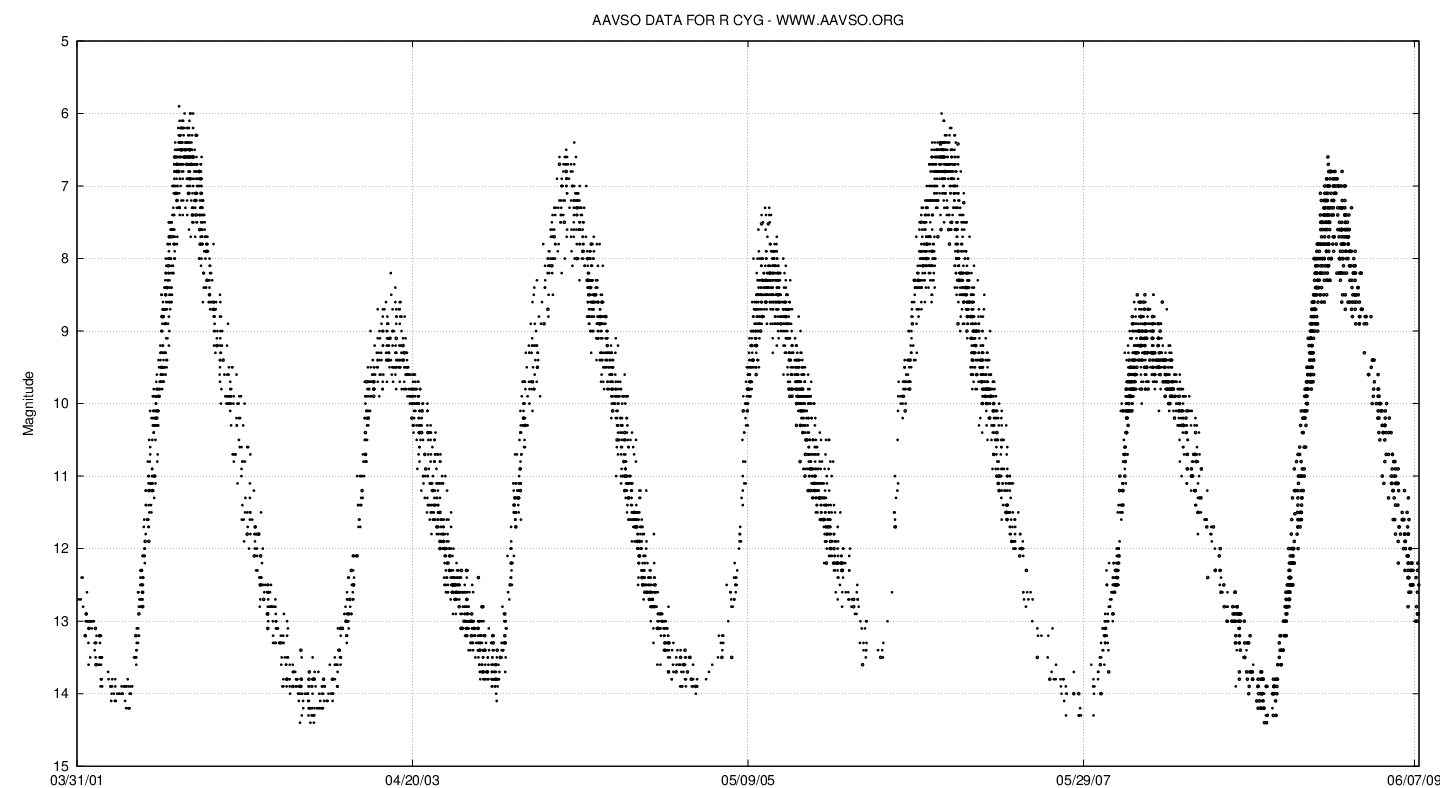
Кривая блеска R Лебедя, показывающая двойной период переменности

R Лебедя (лат. R Cygni) — переменная звезда типа Миры Кита в созвездии Лебедя. Удалена на угловое расстояние менее 4' от θ Лебедя. Это красный гигант асимптотической ветви, находится на расстоянии около 2200 световых лет от Солнца. Звезда относится к спектральному классу S, подкласс варьирует от S2.5,9e до S6,9e(Tc).
Звёзды S-типа с массами как у R Лебедя неустойчивы по отношению к пульсациям, их светимость меняется. R Лебедя обладает минимальной видимой звёздной величиной 6,1 в максимуме блеска и минимальной видимой звёздной величиной 14,4, период изменения равен 426,45 суткам. Переменность звезды была обнаружена ещё английским астрономом Норманом Погсоном в 1852 году, а вся история наблюдений и измерений блеска звезды насчитывает более столетия. R Лебедя проявляет признаки наличия двойного периода с чередующимися максимумами различающегося блеска, но тем не менее период нельзя считать просто удвоенным значением интервала между соседними максимумами.
В Каталоге компонентов двойных и кратных звёзд компаньоном R Лебедя указана звезда 10-й звёздной величины BD+49 3065, она находится на расстоянии 91" от главного компонента, при этом звёзды находятся примерно на одном расстоянии от Солнца. В Вашингтонском каталоге визуально-двойных звёзд указан также компаньон с видимой звёздной величиной 15 на угловом расстоянии около 14".